# Museo dei giocattoli e dei modellini di Brighton
Il Museo dei Giocattoli e dei Modellini di Brighton (in inglese: Brighton Toy and Model Museum, o più semplicemente Brighton Toy Museum), è un istituto museale britannico situato a Brighton, nell'East Sussex. La sua collezione di giocattoli e modellini si estende su uno spazio di oltre 4.000 m² di superficie sotto quattro arcate in stile Vittoriano sotto la piazza della stazione di Brighton. Fondato nel 1991, possiede oltre mille giocattoli e modellini, tra i quali collezioni di trenini di inestimabile valore, aerei radiocomandati, e molti giocattoli antichi.
La sua area di visualizzazione comprende due grandi layout di modellismo ferroviario operativi (in 0 – e 00- gauge), e mostra di pezzi d'epoca provenienti da una serie di produttori tra cui Bing, Märklin, Bassett-Lowke, Dinky Toys, Hornby Trains, Meccano, Pelham Puppets e Steiff. Esso comprende anche pezzi di creazione individuale come il funzionante motore di trazione in quarta scala, gli aerei da caccia Spitfire nella hall, e una serie di modellini tuttora funzionanti collocati nel Museo.
Nell'ingresso che si trova nel primo arco del museo, vi e collocata la hall, il negozio e il punto di informazioni di Brighton, che è gratuito. Il museo è un ente di beneficenza registrato (no. 1001560). Nel 2013, il Museo ha annunciato il suo gemellaggio con il Rahmi M. Koç Museum di Istanbul.

## Frank Hornby, 150º anniversario
Il Museo ha ricevuto un contributo nel 2012 dalla Heritage Lottery Fund per coordinare e pubblicizzare feste ed eventi nel corso del 2013 in occasione del 150º anniversario di Frank Hornby. Il contributo sta finanziando un ampliamento della copertura online del Museo di Meccano, di treni Hornby e Dinky Toys, un punto di accesso Wi-Fi pubblico, e l'installazione e lo sviluppo continuo di un sistema di informazione touch screen per consentire ai membri del pubblico di recuperare informazioni su mostre da tutto il museo.
Il Museo festeggerà il 150º anniversario della nascita di Hornby con la "Frank Hornby Week" (dall'11 al 19 maggio 2013), una settimana di eventi a tema intorno alla vita e alle opere dell'inventore-giocattolaio.